# Q級駆逐艦
Q級駆逐艦（英語: Q-class destroyer）はイギリス海軍の駆逐艦の艦級。1940年度戦時緊急予算に基づく第3次戦時急造艦隊として8隻が建造され、1941年から1942年にかけて順次に就役した。うち2隻が建造中の1942年にオーストラリア海軍に移管され、さらに1945年の終戦直後には3隻がオーストラリア海軍、1隻がオランダ海軍に移管された。

## 来歴
第二次世界大戦の勃発を受けてイギリス海軍は戦時緊急計画を発動し、駆逐艦の急造に着手した。まず1939年9月3日に第1陣としてO級が、10月2日には第2陣としてP級が発注された。しかしこれらは、戦時緊急計画に基づいてはいるものの、基本的には1940-1年度計画で建造予定だった、J級を元にした中間的駆逐艦の建造を前倒ししたものであり、新しい戦時要求の反映や急造に適した設計への変更はなされていなかった。
これらを盛り込んだ新しい設計案は1939年末に作成された。この設計を採用した最初の艦級として1940年1月3日に発注されたのが本級であり、当初はカブス（Cubs）のコードネームが付されていた。カブス計画艦は急速建造が求められたことから、設計面では中間的駆逐艦とK級の中間的なものとなり、また装備面でも新機軸の導入は避けて、極力既存のものを用いることとされた。なお本級を含む戦時緊急計画型駆逐艦の建造のために、ライオン級戦艦の建造が棚上げされる事態となった。

## 設計
上記の経緯から、基本設計はK級のものがおおむね踏襲されており、単煙突・船首楼型という船型も同様である。ただし全長にして2メートル程度延長したほか、巡航性能向上のため、ハント級に範を取ったトランサム・スターンが採用されている。また艦内の居住区画の配置も変更された。これらの改正の結果、燃料搭載量の増加にもかかわらず、本級では横メタセンタ高さ（GM値）は3.25フィート (0.99 m)となり、J級の2.48フィート (0.76 m)よりも大きく、復原性に優れることとなった。
機関もK級とおおむね同様で、アドミラルティ式3胴型水管ボイラー、パーソンズ式オール・ギヤード・タービンによる2軸推進、出力40,000馬力である。ただし本級では、蒸気圧力は従来と同様に300 lbf/in2 (21 kgf/cm2)だが、温度を華氏にして10度高めた332.2℃として、出力マージンを確保した。また本級では、2番弾薬庫を燃料庫に転用するなどして燃料搭載量の増加を図り、航続距離を延伸した。
電源は中間的駆逐艦（O級・P級）よりはK級に近く、主発電機としてタービン発電機（出力155 kW）2基、停泊発電機としてディーゼル発電機（出力50 kW）2基を搭載した。また本級より、減速機室に、待機運転用のディーゼル発電機（10 kW）1基が追加された。

## 装備
装備面では中間的駆逐艦（O級・P級）の構成が踏襲された。艦砲としては、O級の原型艦と同様、45口径12cm砲（QF 4.7インチ砲Mk.IX）を4基搭載した。ただし射撃指揮装置についてはトライバル級に準じた構成となり、対空用のMk.II(W)方位盤（285型レーダー装備）に加えて、対水上用として、基線長3.66メートルの測距儀を備えたDCT方位盤も搭載された。なお射撃盤としては、トライバル級では対水上用にはAFCC、対空用にはFKCが用いられていた。
当初計画では、O級と同様に45口径10.2cm単装高角砲（QF 4インチ砲Mk.V）の追加搭載も予定されていたが、急降下爆撃機への有効性が疑問視されるようになったことから装備されず、対空兵器として39口径40mm4連装機銃（QF 2ポンド・ポンポン砲）と70口径20mm機銃6門（連装・単装各2基）、対艦兵器として21インチ4連装魚雷発射管2基を搭載して竣工した。また後にポンポン砲や後部魚雷発射管を撤去して、56口径40mm単装機銃（4基程度）や70口径20mm機銃の増備が行われた。

## 運用

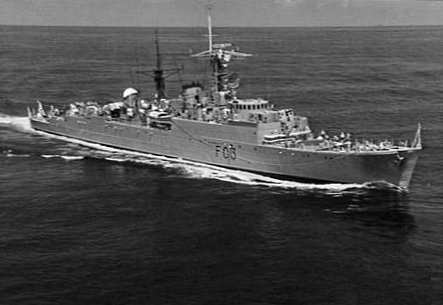
15型フリゲート仕様に改修された「キベロン」
(1960年撮影)

大戦中に「クェイル」「クエンティン」の2隻が撃沈された。
さらに大戦を生き延びた6隻のうち、建造中にオーストラリア海軍に移管された2隻を除く4隻も、1945年中に3隻がオーストラリア海軍、1隻がオランダ海軍が譲渡または売却されたため、イギリス海軍における本級の在籍期間は実質3年程度と極めて短い。
また、オーストラリア海軍に譲渡された5隻のうち「クオリティ」を除く4隻が、イギリス海軍の15型フリゲートに準じる改修を受けた。

## 同型艦
| イギリス海軍 | イギリス海軍                    | イギリス海軍            | イギリス海軍                        | イギリス海軍 | 退役/再就役後 | 退役/再就役後 | 退役/再就役後 | 退役/再就役後 | 退役/再就役後 |
| #            | 艦名                            | 造船所                  | 就役                                | 退役 | 再就役先 | # | 艦名 | 再就役 | その後 |
| ------------ | ------------------------------- | ----------------------- | ----------------------------------- | --- | --- | --- | --- | --- | --- |
| G70          | クィーンボロー HMS Queenborough | スワン・ハンター        | 1942年 9月15日                      | 1945年 9月 | オーストラリア海軍 | G70 F02 57 | クィーンボロー HMAS Queenborough | 1945年 10月20日 | 1950年～1954年にかけて高速対潜フリゲートに改修。 1966年7月28日、練習艦に分類変更 1972年4月7日退役、1975年解体                                              |
| G67          | クォードラント HMS Quadrant     | ホーソン・レスリー      | 1942年 11月26日                     | 1945年 | オーストラリア海軍 | G11 F01 | クォードラント HMAS Quadrant | 1945年 10月18日 | 1950年～1953年にかけて高速対潜フリゲートに改修。 1957年8月16日退役、1968年日本にて解体。                                                                   |
| G45          | クェイル HMS Quail              | ホーソン・レスリー      | 1943年 1月7日                       | 1943年11月15日、アドリア海にてドイツ海軍のVIIC型Uボート「U-453」が敷設した機雷に接触し座礁。 1944年5月18日、修理のために曳航中、ターラント湾にて転覆沈没。 | 1943年11月15日、アドリア海にてドイツ海軍のVIIC型Uボート「U-453」が敷設した機雷に接触し座礁。 1944年5月18日、修理のために曳航中、ターラント湾にて転覆沈没。 | 1943年11月15日、アドリア海にてドイツ海軍のVIIC型Uボート「U-453」が敷設した機雷に接触し座礁。 1944年5月18日、修理のために曳航中、ターラント湾にて転覆沈没。 | 1943年11月15日、アドリア海にてドイツ海軍のVIIC型Uボート「U-453」が敷設した機雷に接触し座礁。 1944年5月18日、修理のために曳航中、ターラント湾にて転覆沈没。 | 1943年11月15日、アドリア海にてドイツ海軍のVIIC型Uボート「U-453」が敷設した機雷に接触し座礁。 1944年5月18日、修理のために曳航中、ターラント湾にて転覆沈没。 | 1943年11月15日、アドリア海にてドイツ海軍のVIIC型Uボート「U-453」が敷設した機雷に接触し座礁。 1944年5月18日、修理のために曳航中、ターラント湾にて転覆沈没。 |
| G62          | クオリティ HMS Quality          | スワン・ハンター        | 1942年 9月7日                       | 1945年 10月8日 | オーストラリア海軍 | G62 | クオリティ HMAS Quality | 1945年 10月8日 | 1946年1月25日付で予備役編入。 1958年4月10日、日本にて解体。                                                                                                |
| G78          | クエンティン HMS Quentin        | J・サミュエル・ホワイト | 1942年 4月15日                      | 1942年12月2日、北アフリカにてドイツ空軍機の雷撃を受け撃沈。                                                                                                | 1942年12月2日、北アフリカにてドイツ空軍機の雷撃を受け撃沈。                                                                                                | 1942年12月2日、北アフリカにてドイツ空軍機の雷撃を受け撃沈。                                                                                                | 1942年12月2日、北アフリカにてドイツ空軍機の雷撃を受け撃沈。                                                                                                | 1942年12月2日、北アフリカにてドイツ空軍機の雷撃を受け撃沈。                                                                                                | 1942年12月2日、北アフリカにてドイツ空軍機の雷撃を受け撃沈。                                                                                                |
| G81          | キベロン HMS Quiberon           | J・サミュエル・ホワイト | オーストラリア海軍へ · 就役前に移管 | オーストラリア海軍へ · 就役前に移管 | オーストラリア海軍へ · 就役前に移管 | G81 F03 | キベロン HMAS Quiberon | 1942年 1月31日 | 1950年～1957年にかけて高速対潜フリゲートに改修。 1964年6月26日付で予備役編入。1972年4月10日、日本にて解体                                                  |
| G92          | クイックマッチ HMS Quickmatch   | J・サミュエル・ホワイト | オーストラリア海軍へ · 就役前に移管 | オーストラリア海軍へ · 就役前に移管 | オーストラリア海軍へ · 就役前に移管 | G92 F04 | クイックマッチ HMAS Quickmatch | 1942年 9月14日 | 1950年～1955年にかけて高速対潜フリゲートに改修。 1963年4月26日付で退役。1972年7月6日、日本にて解体。                                                       |
| G09          | クィリアム HMS Quilliam ※嚮導艦 | ホーソン・レスリー      | 1942年 10月22日                     | 1945年 11月22日 | オランダ海軍 | D801 | バンケルト Hr.Ms. Banckert | 1945年 11月21日 | 1952年4月付で退役。1957年2月1日、アントワープにて解体。 |